# Antonín Mánes
Pour les articles homonymes, voir famille Mánes et Manes.
Antonín Mánes était un peintre paysagiste et dessinateur tchèque, né le 3 novembre 1784, à Prague, et décédé le 23 juillet 1843 dans la même ville.
À l'âge de 20 ans, il rejoint la nouvelle école de paysage de l’ Académie de Prague, où il suit la formation de Karel Postl. Il peint plusieurs tableaux de vues depuis le château de Prague.
Il est le père de Josef Mánes (1820 -1871), aussi peintre.

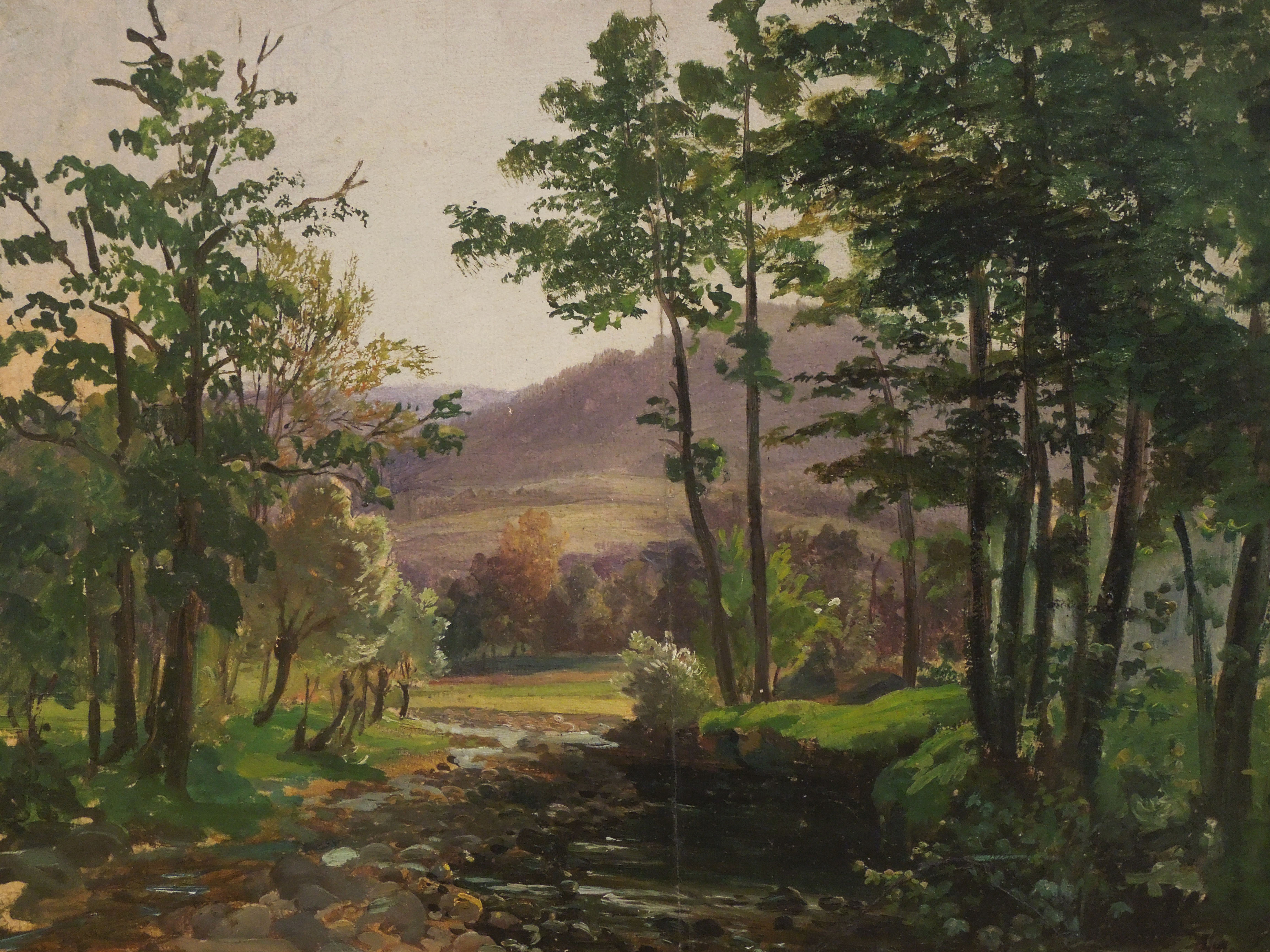
Paysage matinal (1841).